# جزمین کشمیر
جزمین کشمیر (انگلیسی: Jazmine Cashmere؛ زاده ۱۷ آوریل ۱۹۸۴) یک بازیگر پورنوگرافی است.